# 旧制中等教育学校の一覧 (静岡県)
静岡県における旧制中等教育学校の一覧（きゅうせいちゅうとうきょういくがっこうのいちらん）とは、学制改革前（第二次世界大戦前）の静岡県内での旧学制の中等教育学校をまとめた一覧である。

## 旧制中学校

### 公立
- 足柄県立小学講習所対岳学校（1874年）[1] ⇒ 静岡県立韮山師範分校（1876年）⇒ 県立韮山変則中学校 ⇒ 県立韮山中学校 ⇒ 町村立中学伊豆学校 ⇒ 県立豆陽学校 ⇒ 町村立伊豆学校 ⇒ 私立伊豆学校 ⇒ 静岡県尋常中学校韮山分校 ⇒ 静岡県立韮山尋常中学校 ⇒ 静岡県立韮山中学校 ⇒《新制》静岡県立韮山高等学校
- 静岡中学校（1879年）⇒ 静岡県立静岡中学校 ⇒ 静岡県立静岡尋常中学校 ⇒ 静岡県尋常中学校 ⇒ 静岡県静岡尋常中学校 ⇒ 静岡県立静岡中学校 ⇒《新制》静岡県立静岡第一高等学校 ⇒ 静岡県立静岡城内高等学校 ⇒ 静岡県立静岡高等学校（1953年）
- 静岡県掛川中学校（1880年）⇒ 佐野郡城東郡立掛川中学校 ⇒ 静岡県立掛川中学校 ⇒《新制》静岡県立掛川第一高等学校 ⇒ 静岡県立掛川西高等学校（1949年）
- 豆陽学校（1879年）⇒ 静岡県立豆陽学校 ⇒ 賀茂郡立中学豆陽学校（1889年）⇒ 静岡県立豆陽中学校 ⇒《新制》静岡県立下田第一高等学校 ⇒ 静岡県立下田北高等学校 ⇒ （2008年：統合）静岡県立下田高等学校
- 静岡県立浜松中学校（1901年）⇒ 静岡県立浜松第一中学校 ⇒ 《新制》静岡県立浜松第一高等学校 ⇒ 静岡県立浜松北高等学校（1949年）
- 静岡県立沼津中学校（1901年）⇒《新制》静岡県立沼津第一高等学校 ⇒ 静岡県立沼津東高等学校（1949年）
- 静岡県立榛原中学校（1917年）⇒《新制》静岡県立榛原第一高等学校 ⇒（1949年：統合）静岡県立榛原高等学校
- 静岡県立見付中学校（1922年）⇒《新制》静岡県立磐田第一高等学校 ⇒ 静岡県立磐田南高等学校（1949年）
- 静岡県立富士中学校（1923年）⇒《新制》静岡県立富士高等学校
- 静岡県立志太中学校（1924年）⇒《新制》静岡県立志太高等学校 ⇒（統合）静岡県立藤枝高等学校（東教場）⇒（1952年：分離）静岡県立藤枝東高等学校
- 静岡県立庵原中学校（1924年）⇒ 静岡県立清水中学校 ⇒《新制》静岡県立清水第一高等学校 ⇒ 静岡県立清水東高等学校（1949年）
- 静岡県立浜松第二中学校（1924年）⇒《新制》静岡県立浜松第二高等学校 ⇒ 静岡県立浜松西高等学校（1949年）
- 静岡市立第一中学校（1939年）⇒《新制》静岡市立高等学校
- 沼津市立沼津第一中学校（1946年）⇒《新制》沼津市立沼津高等学校 ⇒ 沼津市立沼津高等学校・中等部（2003年）

## 高等女学校

### 公立
- 静岡県立高等女学校（1903年）⇒ 静岡県立静岡高等女学校 ⇒《新制》静岡県立静岡城北高等学校
- 浜松町立浜松高等女学校（1901年）⇒ 浜松市立浜松高等女学校 ⇒《新制》浜松市立高等学校
- 田方郡立三島高等女学校（1901年）⇒ 静岡県立三島高等女学校 ⇒《新制》静岡県立三島第一高等学校 ⇒ 静岡県立三島北高等学校（1949年）
- 私立駿東高等女学校（1901年）⇒ 駿東郡立駿東高等女学校 ⇒ 静岡県立沼津高等女学校 ⇒《新制》静岡県立沼津西高等学校
- 磐田郡立実践高等女学校（1909年）⇒ 磐田郡立高等女学校（1911年）⇒ 静岡県磐田高等女学校 ⇒ 静岡県立見付高等女学校 ⇒《新制》静岡県立磐田北高等学校
- 中泉高等女学校（私立）⇒《新制・統合》静岡県立磐田実業高等学校 ⇒（1949年：統合）静岡県立磐田北高等学校
- 組合立巴高等女学校（1918年）⇒ 安倍郡立巴高等女学校 ⇒ 静岡県立清水高等女学校 ⇒《新制》静岡県立清水西高等学校
- 静岡県富士郡吉原町外七ヵ村学校組合立女子技芸学校（1909年）⇒ 組合立富士実科高等女学校 ⇒ 組合立富士高等女学校（1919年）⇒ 静岡県立富士高等女学校 ⇒《新制》静岡県立吉原高等学校
- 組合立志太実科高等女学校（1918年）⇒ 志太郡立志太高等女学校（1919年） ⇒ 静岡県志太高等女学校 ⇒ 静岡県立藤枝高等女学校 ⇒《新制》静岡県立藤枝高等学校 ⇒（統合）静岡県立藤枝高等学校（西教場）⇒（1952年：分離）静岡県立藤枝西高等学校
- 賀茂郡立賀茂高等女学校（1920年）⇒ 静岡県立下田高等女学校 ⇒《新制》静岡県立下田南高等学校 ⇒（2008年：統合）静岡県立下田高等学校
- 島田町外三ヶ村学校組合立島田実科高等女学校（1919年）⇒ 静岡県島田高等女学校（1921年）⇒ 静岡県立島田高等女学校 ⇒《新制》静岡県立島田高等学校
- 掛川女学校（1903年）⇒ 女子技芸学校 ⇒ 掛川町立掛川実科高等女学校 ⇒ 静岡県立掛川高等女学校（1923年）⇒《新制》静岡県立掛川第二高等学校 ⇒ 静岡県立掛川東高等学校（1949年）
- 二俣町立実科高等女学校（1915年）⇒ 静岡県磐田郡二俣町外十二ヶ村組合立実科高等女学校 ⇒ 静岡県二俣高等女学校（1923年）⇒ 静岡県立二俣高等女学校 ⇒《新制》静岡県立二俣高等学校 ⇒（2014年：統合）静岡県立天竜高等学校
- 北浜裁縫女塾（1913年）⇒ 北浜実科女学校 ⇒ 北浜実科高等女学校 ⇒ 北浜高等女学校（1926年）⇒（統合）静岡県立浜名高等女学校 ⇒《新制》静岡県立浜名高等学校
- 笠井職業女学校（1925年）⇒ 笠井高等職業女学校 ⇒ 笠井女子商業学校 ⇒ 笠井高等女学校（1946年）⇒（統合）静岡県立浜名高等女学校 ⇒《新制》静岡県立浜名高等学校
- 川崎町立榛原女学校（1909年）⇒ 静岡県立榛原高等女学校（1927年）⇒《新制》静岡県立榛原第二高等学校 ⇒（1949年：統合）静岡県立榛原高等学校
- 大宮町立女子技芸学校（1906年）⇒ 静岡県立大宮高等女学校（1928年）⇒ 静岡県立富士宮高等女学校 ⇒《新制》静岡県立富士宮高等学校 ⇒ 静岡県立富士宮東高等学校（1953年）
- 田方郡田中村外九箇村学校組合立大仁実科女学校（1919年）⇒ 静岡県立大仁高等女学校（1928年）⇒《新制》静岡県立大仁高等学校 ⇒（2017年：統合）静岡県立伊豆総合高等学校
- 静岡県伊東高等女学校（1933年）⇒《新制》静岡県立伊東高等学校
- 森町立森町実科高等女学校（1919年）⇒ 静岡県森町高等女学校（1936年）⇒《新制》静岡県立森高等学校 ⇒（2009年：統合）静岡県立遠江総合高等学校
- 熱海市立熱海高等女学校（1942年）⇒《新制》静岡県立熱海高等学校
- 気賀町立女子技芸学校（1914年）⇒ 静岡県気賀高等女学校（1943年）⇒《新制・統合》静岡県立引佐高等学校 ⇒（分離）静岡県立気賀高等学校 ⇒（2015年：統合）静岡県立浜松湖北高等学校
- 三ヶ日町立女子技芸学校（1922年）⇒ 三ヶ日実科高等女学校（1923年）⇒（1940年：統合）三ヶ日実業学校女学部 ⇒《新制》静岡県立三ヶ日高等学校 ⇒（2015年：統合）静岡県立浜松湖北高等学校
- 松崎町立女子技芸学校（1924年）⇒ 静岡県松崎実科高等女学校 ⇒ 静岡県松崎高等女学校（1943年）⇒《新制》静岡県立松崎高等学校
- 新居町立新居実科高等女学校（1928年）⇒ 静岡県新居高等女学校（1943年）⇒《新制》静岡県立新居高等学校
- 相良町立相良高等家政女学校（1927年）⇒ 相良町外十ヵ町村組合立相良家政女学校 ⇒ 静岡県相良高等女学校（1946）⇒ 静岡県立相良高等女学校 ⇒《新制》静岡県立相良高等学校
- 浦川町立浦川実科女学校 ⇒ 浦川高等女学校 ⇒（1948年：廃校）
- 堀之内裁縫女学校（1923年）⇒ 堀之内高等裁縫女学校 ⇒ 堀之内高等家政女学校（1935年）⇒（統合）堀之内農業学校女子部（1944年）⇒《新制》静岡県立小笠農業高等学校 ⇒ 静岡県立小笠高等学校（1995年）

### 私立
- 私立静岡高等女学校 ⇒（1903年廃校、一部生徒は静岡精華女学校、静岡県立高等女学校へ）
- 仏英女学校（1903年）⇒ 和仏英女学校 ⇒ 不二高等女学校（1912年）⇒《新制》不二中学校・高等学校 ⇒ 静岡雙葉中学校・高等学校（1951年）
- 静岡精華女学校（1903年）⇒ 静岡精華高等女学校（1919年）⇒《新制》静岡精華中学校・高等学校 ⇒（2004年：共学化）静岡大成中学校・高等学校
- 西遠高等女学校（1920年）⇒《新制・合併》静岡県西遠女子学園中学校・高等学校[注釈 1]
  - 私立女子高等技芸学校（1906年）⇒ 私立浜松実科高等女学校（1911年）⇒ 浜松淑徳女学校（1919年）⇒《新制・合併》静岡県西遠女子学園中学校・高等学校[注釈 1]
- 誠心高等女学校（1924年）⇒《新制》誠心学園中等部・誠心高等学校 ⇒（1998年：共学化）浜松開誠館中学校・高等学校
- 沼津精華女学校（1924年）⇒ 沼津精華高等女学校（1926年）⇒《新制》沼津精華高等学校 ⇒（1994年：共学化）沼津中央高等学校
- 静岡県富士見女学校（1927年）⇒ 静岡県富士見高等女学校（1928年）⇒《新制》静岡県富士見中学校・高等学校
- 静岡女学校（1887年）⇒ 静岡英和女学校 ⇒ 静陵高等女学校（1940年）⇒《新制》静岡英和女学院中学校・高等学校
- 沼津学園高等女学校（1942年）⇒《新制》沼津学園高等学校 ⇒ 飛龍高等学校（2003年）
- 三島家政女学校・三島実践女学校 ⇒（1934年：統合）三島実科高等女学校 ⇒ 北豆高等女学校（1943年）⇒ 三島女子商業学校 ⇒《新制》三島女子高等学校 ⇒ 三島高等学校 ⇒（1959年：長泉村に移転）⇒ 知徳高等学校（2014年）
- 浜松裁縫女学校（1902年）⇒ 浜松高等裁縫女学校 ⇒ 浜松高等家政女学校 ⇒ 浜松信愛女学校 ⇒ 信愛女子商業学校 ⇒ 信愛高等女学校（1946年）⇒《新制》信愛高等学校 ⇒ 浜松学芸高等学校（1996年）⇒ 浜松学芸中学校・高等学校（2008年）
- 静岡実科高等女学校（1929年）

## 実業学校

### 公立

#### 田方
- 静岡県田方郡田方農林学校（1902年）⇒ 静岡県立田方農学校 ⇒《新制》静岡県立田方農業高等学校
- 北狩野村立中堅農民学校（1935年）⇒ 北狩野村立中堅農民青年学校 ⇒ 北狩野村他七ヶ村学校組合立中豆農学校 ⇒《新制》静岡県立中豆農業高等学校 ⇒ 静岡県立修善寺農林高等学校 ⇒ 静岡県立修善寺高等学校 ⇒ 静岡県立修善寺工業高等学校（1964年）⇒（2017年：統合）静岡県立伊豆総合高等学校

#### 賀茂
- 稲取村立稲取実業補習学校（1919年）⇒ 稲取町立静岡県稲取実業学校 ⇒ 静岡県立稲取実業学校（1947年）⇒《新制・統合》静岡県稲取高等学校
- 上河津村立上河津実業補習学校（1912年）、下河津村立下河津実業補習学校（1926年）、稲取町立稲取青年学校（1935年）⇒《新制・統合》静岡県稲取高等学校
- 松崎町外6ヶ村組合立松崎実業学校（1946年：静岡県松崎高等女学校に併設）⇒《新制・統合》静岡県松崎高等学校

#### 駿東
- 御厨町外10ヶ所町村学校組合立御殿場農学校（1901年）⇒（1914年：女子部を設置）組合立御殿場実業学校 ⇒ 静岡県立御殿場実業学校（1923年）⇒《新制》静岡県立御殿場高等学校
- 静岡県立沼津工業学校（1939年）⇒《新制》静岡県立沼津工業高等学校

#### 富士
- 富士郡立富士農林学校（1903年）⇒ 静岡県立大宮農学校 ⇒ 静岡県立富士宮農学校 ⇒《新制》静岡県立富士宮農業高等学校 ⇒ 静岡県立富岳館高等学校（2002年）

#### 庵原
- 組合立静岡県清見潟商業学校（1922年）⇒ 清水市立商業学校（1924年）⇒《新制》清水市立商業高等学校 ⇒ 静岡市立清水商業高等学校 ⇒（2013年：統合）静岡市立清水桜が丘高等学校

#### 安倍・静岡
- 静岡市立静岡商業学校（1899年）⇒ 静岡県静岡商業学校 ⇒ 静岡県立静岡商業学校（1922年）⇒《新制》静岡県立静岡商業高等学校
  - 静岡市立静岡商業学校付属簡易商業科（1900年）⇒ 静岡市立静岡実践商業学校（1922年）⇒ 静岡市立駿府商業学校（1927年）⇒（1933年 ： 静岡県立静岡商業学校に統合）
- 安倍郡立安倍農学校（1914年）⇒ 静岡県立安倍農学校 ⇒ 静岡県立静岡農学校 ⇒《新制》静岡県立静岡農業高等学校
- 静岡県立静岡工業学校（1918年）⇒《新制》静岡県立静岡工業高等学校 ⇒（2008年：統合）静岡県立科学技術高等学校

#### 志太
- 静岡県志太郡立農学校（1903年）⇒ 静岡県立藤枝農学校（1919年）⇒《新制》静岡県立藤枝農業高等学校 ⇒ 静岡県立藤枝北高等学校（1961年）
- 焼津町立焼津水産学校（1922年）⇒ 静岡県立焼津水産学校（1925年）⇒《新制》静岡県立焼津水産高等学校
- 静岡県立島田商業学校（1928年）⇒《新制》静岡県立島田商業高等学校

#### 小笠
- 小笠郡立静岡県小笠農学校（1913年）⇒ 静岡県立小笠農学校（1922年）⇒《新制》静岡県立小笠農業高等学校 ⇒ 静岡県立小笠高等学校（1995年）
  - 堀之内裁縫女学校（1923年）⇒ 堀之内高等裁縫女学校 ⇒ 堀之内高等家政女学校（1935年）⇒（1944年：静岡県立小笠農学校に統合し女子部となる）
- 笠南農業補習学校（1919年）⇒ 笠南公民実業学校 ⇒ 池新田村外9か村組合立池新田農学校（1929年）⇒《新制》静岡県立池新田高等学校

#### 周智
- 私立周智農林学校（1906年）⇒ 周智郡立周智農林学校 ⇒ 静岡県立周智農林学校（1922年）⇒《新制》静岡県立周智農林高等学校 ⇒ 静岡県立周智高等学校（1968年）⇒（2009年：統合）静岡県立遠江総合高等学校

#### 磐田
- 磐田豊田山名三郡組合立中遠簡易農学校（1896年）⇒ 中遠農学校 ⇒ 静岡県農学校（1900年）⇒ 静岡県立中泉農学校 ⇒《新制》静岡県立磐田農業高等学校
- 静岡県袋井商業学校（1923年）⇒ 静岡県立袋井商業学校 ⇒（1944年：戦時非常措置）静岡県立袋井工業学校 ⇒ 静岡県立袋井商業学校（1946年）⇒《新制》静岡県立袋井実業高等学校 ⇒ 静岡県立袋井高等学校（1949年）⇒ 静岡県立袋井商業高等学校（1959年）
- 二俣町立二俣実業補習学校（1924年）⇒ 静岡県立二俣林業学校 ⇒《新制》静岡県立二俣高等学校 ⇒（1951年：分離独立）静岡県立天竜林業高等学校 ⇒（2014年：統合）静岡県立天竜高等学校
- 中泉町立中泉商業学校（1939年）⇒ 静岡県立中泉商業学校（1942年）⇒（1944年：戦時非常措置）静岡県磐田工業学校 ⇒ 静岡県磐田商業学校（1946年）⇒《新制》静岡県立磐田実業高等学校 ⇒（1949年：統合）静岡県立磐田北高等学校 ⇒（1952年：商業科が分離独立）静岡県立磐田商業高等学校 ⇒ 静岡県立磐田西高等学校（1991年）

#### 浜名
- 浜名郡蚕業学校（1897年）⇒ 静岡県立蚕業学校 ⇒ 静岡県立浜松農蚕学校（1934年）⇒《新制》静岡県立浜松農業高等学校 ⇒ 静岡県立浜松農工高等学校 ⇒ （1964年：農業課程と工業課程を分離）静岡県立農業経営高等学校、静岡県立浜松城北工業高等学校 ⇒（2006年：両校を統合） 静岡県立浜松大平台高等学校
- 浜松町立商業学校（1899年）⇒ 浜松市立商業学校 ⇒ 静岡県立浜松商業学校（1922年）⇒（1944年：戦時非常措置）静岡県立浜松第二工業学校 ⇒ 静岡県立浜松商業学校（1946年）⇒《新制》静岡県立浜松商業高等学校
- 静岡県染織講習所（1915年）⇒ 静岡県立浜松工業学校（1917年）⇒《新制》静岡県立浜松工業高等学校

#### 引佐
- 組合立引佐農学校（1902年）⇒ 引佐郡立引佐農林学校 ⇒ 静岡県立引佐農学校（1922年）⇒《新制》静岡県立引佐農業高等学校 ⇒（1948年：統合）静岡県立引佐高等学校 ⇒（2015年：統合）静岡県立浜松湖北高等学校
- 三ヶ日自彊学校（1922年）⇒ 三ヶ日実業学校（1936年）⇒《新制》静岡県立三ヶ日高等学校 ⇒（2015年：統合）静岡県立浜松湖北高等学校
  - 三ヶ日町立女子技芸学校 ⇒ 三ヶ日実科高等女学校（1923年）⇒（1940年：三ヶ日実業学校に統合され女学部となる）

### 私立
- 静岡和洋裁縫女学校（1919年）⇒ 静岡和洋女子職業学校 ⇒ 静岡中駿女子商業学校 ⇒《新制》静岡和洋中学校・静岡和洋被服高等学校 ⇒ 静岡和洋中学校・高等学校 ⇒ 静岡女子中学校・高等学校 ⇒ 静岡女子高等学校（1967年）
- 私立東海工業学舎（1938年）⇒ 田子浦工業学校（1939年）⇒《新制》静岡県田子浦高等学校（私立）⇒（1957年：県立移管）静岡県立吉原工業高等学校

## その他
- 静岡晃陽学校 ⇒ 静岡晃陽夜間中学
- 静岡市立第二中学 ⇒ 静岡市立第二中学校 ⇒ 静岡市立高等学校